# Kružeće dizalo
Kružeće dizalo ili paternoster (prema lat. pater noster: oče naš) je vrsta osobnoga dizala s otvorenim kabinama u koje se ulazi i iz kojih se izlazi za vrijeme vožnje, bez njihova zaustavljanja. Kabine se u dva stupca neprekidno protusmjerno polagano gibaju brzinom od oko (0,3 m/s). Prije se takvo dizalo ugrađivalo u zgrade u kojima postoji potreba za stalnim prijevozom većega broja osoba (uredi, visoka učilišta i slično), a danas njegova primjena u zgradama, zbog opasnosti, nije dopuštena.

## Etimologija
Naziv paternoster (lat. Pater noster oče naš) povezan je s krunicom. Krunica je prije bila regionalno nazivana paternosterska vrpca. Izraz paternoster za kružeće dizalo prvi su počeli koristiti rudari za opis teretnih dizala u rudnicima jer su nalikovala krunici.

## Princip rada
Kružeće dizalo ili paternoster ima na čitavom putu u jednakim razmacima porazdijeljene kabine koje neprestano kruže i u koje ljudi ulaze i izlaze za vrijeme vožnje. Kabine su s prednje strane otvorene, a obješene su s dva precizna lanca koja se neprestano kreću preko dva lančanika smještena na vrhu i dva na dnu okna. Jedan je par lančanika pogonski, a drugi par služi kao uređaj za napinjanje. Na otvorima okna nema vrata. Brzina je vožnje oko 0,3 m/s. U jednoj kabini smiju biti najviše dvije osobe. Najveća visina dizanja kružećih dizala ne smije prelaziti 10 katova. Veoma su prikladni za uredske zgrade, ali ih ne smiju upotrebljavati invalidi niti se njima smije prenositi roba, pa se zato uz kružeća dizala uvijek postavljaju i normalna dizala. 
Postoje i posebna manja kružeća dizala za prijenos robe kao što su spisi, knjige, lijekovi i slično, a zovu se kružeća dizala za spise.

### Slike
|                           |                         |                        |                                                                              |
| Kružeće dizalo u Berlinu. | Kružeće dizalo u Pragu. | Kružeće dizalo u Hagu. | Pogon kružećeg dizala u uredima Ministarstva prometa Češke Republike (Prag). |

## Vanjske poveznice
|  | Zajednički poslužitelj ima još gradiva o temi Kružeće dizalo |